# Getting Gertie's Garter (1945)
Getting Gertie's Garter is een Amerikaanse filmkomedie uit 1945 onder regie van Allan Dwan.

## Verhaal
De pasgetrouwde dokter Kenneth B. Ford zit flink in de penarie. Zijn oude vlam Gertie Kettering is in het bezit van een dure kousenband, die hij haar ooit cadeau heeft gedaan. Gertie is van plan om de kousenband aan zijn achterdochtige vrouw te laten zien. Kenneth wil de kousenband daarom terugkrijgen zonder dat zijn vrouw er iets van merkt.

## Rolverdeling
| Acteur          | Personage           |
| --------------- | ------------------- |
| Dennis O'Keefe  | Dr. Kenneth B. Ford |
| Marie McDonald  | Gertie Kettering    |
| Barry Sullivan  | Ted Dalton          |
| Binnie Barnes   | Barbara             |
| Sheila Ryan     | Patty Ford          |
| J. Carrol Naish | Charles             |
| Jerome Cowan    | Billy               |
| Vera Marshe     | Anna                |